# Sergio Stefanini
Sergio Stefanini, (nacido el 18 de febrero de 1922 en Marostica, Italia y fallecido el 7 de agosto de 2009 en Manerba del Garda) fue un jugador de baloncesto italiano. Fue medalla de plata con Italia en el Eurobasket de Suiza 1946.

## Trayectoria
- Reyer Venezia (1938-1947)
- Fluminense (1947-1948)
- Reyer Venezia (1948-1949)
- Olimpia Milano (1949-1955)
- Pall. Gallaratese (1955-1956)

## Palmarés
- LEGA: 7

Reyer Venezia: 1941-1942, 1942-1943
Olimpia Milano: 1949-1950, 1950-1951, 1951-1952, 1952-1953, 1953-1954